# Русская народная добровольческая армия
Русская народная добровольческая армия, также "Балаховцы" — белая армия, действовавшая осенью 1920 года на территории Беларуси. Образована на основе отряда С. Н. Булак-Балаховича, действовала против Красной армии совместно с польскими войсками. В ноябре 1920 года был проведён неудачный самостоятельный поход в Полесье, после чего армия отступила на территорию Польши, где была интернирована и расформирована.

## Возникновение
В марте 1920 года отряд генерала-майора С. Н. Булак-Балаховича, состоявший в основном из военнослужащих Особого отряда БНР в Балтии, перешёл на территорию, занятую польской армией. После начала масштабных боевых действий отряд участвовал в составе польской армии в боях против Красной армии в Белоруссии. В сентябре 1920 г. отряд получил статус союзной армии и был подчинён Русскому политическому комитету в Польше во главе с Б. В. Савинковым. Началось развёртывание отряда в армию, состоявшую из трёх пехотных и одной кавалерийской дивизии.

## Состав армии (ноябрь 1920 г.)
- 1-я пехотная дивизия смерти (полк. Л. Т. Матвеев) — около 4000 человек, в том числе 2600 штыков и сабель
  - Сводно-Партизанский полк (кап. Войцеховский)
  - Псковский пехотный полк (кап. Андреев)
  - Островский пехотный полк (подполк. Т. И. Жгун)
  - Вознесенский пехотный полк (полк. Васильев)
  - Дивизион конной артиллерии
  - Инженерный батальон
- 2-я пехотная дивизия (полк. Л. И. Микоша) — около 4800 человек, в том числе 3200 штыков и сабель)
  - Георгиевский пехотный полк (подполк. Талат-Келпш)
  - Минский пехотный полк (полк. Стрижевский)
  - Смоленский пехотный полк
  - Витебский пехотный полк (полк. Эрдман)
  - Две артиллерийские батареи
  - Инженерная рота
- 3-я пехотная Волжская дивизия (ген.-майор М. В. Ярославцев) —  2200 человек, в том числе 1500 штыков
  - Ярославский пехотный полк
  - Казанский пехотный полк
  - Нижегородский пехотный полк
  - Самарский пехотный полк
  - Артиллерийская батарея
- Кавалерийская дивизия (полк. С. Э. Павловский) — около 1100 человек, в том числе 400 штыков и 700 сабель
  - Конный полк
  - Тульский драгунский полк
  - Уланский полк
  - Гусарский полк (ротм. Суйковский)
- Крестьянская бригада (атаман Искра — И. А. Лохвицкий) —  1200 штыков и сабель
  - Киевский пехотный полк
  - Новгородско-Владимир-Волынский пехотный полк
  - Путивльский конно-стрелковый полк
  - Сотня Меркулова
- Отдельные части:
  - Донской казачий полк (полк. Г. Духопельников) — 1200 сабель
  - Туземный конный полк (полк. Мадатьян) — 100 штыков и 30 сабель
  - Личная сотня генерала Булак-Балаховича — 120 сабель
  - Железнодорожный полк
  - Бронепоезд «Балаховец» [1]

## Боевые действия и расформирование
18 октября 1920 года вступило в силу польско-советское перемирие. РНДА продолжила боевые действия против Красной армии, начав в ноябре 1920 года наступление в Белорусском Полесье, однако потерпела поражение и была вынуждена отступить на польскую территорию, где подверглась интернированию. В 1921 году армия была преобразована в отряд № 1, после чего началась её демобилизация .